# سحلية دودية برازيلية
سحلية دودية برازيلية (الاسم العلمي: Amphisbaena brasiliana) هي نوع من الزواحف تتبع جنس السحلية الدودية من فصيلة السحالي الدودية.